# Des jeunes pour les droits de l'Homme
L'association internationale Des jeunes pour les droits de l'Homme, Youth for Human Rights International (YHRI) en anglais, est une organisation à but non lucratif parrainée par l'église de Scientologie. 

## Création et composition
L'association « Youth for Human Rights » a été fondée le 10/06/ 2001 à Los Angeles par une proviseur d'école, Mary Shuttleworth, dans le but d'éduquer les enfants sur la Déclaration Universelle des Droits de l'Homme, et de se battre contre les violations de ces mêmes droits dans le monde entier.
La Présidente de l'Association pour les États-Unis est Michelle Seward. Elle travaillait auparavant aux Nations unies. On trouve dans le Conseil d'Administration de l'Association Leroy Baca, Sheriff du comté de Los Angeles, Irving Sarnoff, fondateur des « Amis des Nations unies », Hans Janitschek, président de la Société des écrivains et artistes des Nations unies, Almog Burstein, maire à Tel Aviv en Israël.

## Activité
L'association produit des documents expliquant les Droits de l'homme à destination des enfants. Elle a créé un clip vidéo "United" et un ensemble de clips reprenant chacun des préceptes de la Déclaration Universelle des Droits de l'Homme.

## Controverses
Selon des associations anti-sectes[réf. nécessaire] le nom de cette association ne reflèterait pas son but principal, qui ne concernerait pas les Droits de l'Homme, mais uniquement la promotion de la scientologie.
En France, la diffusion du matériel produit en direction des enfants est généralement bloqué en raison des liens de l'association avec la Scientologie. Le CSA a publié le 18 avril 2006 une alerte aux médias à propos de certains clips vidéos qu'elle produit, à la suite de la diffusion sur une chaîne de télévision locale d'un clip émanant de l'Association. 
En novembre 2007, l'association a fourni ces mêmes vidéos à la chaîne jeunesse de la TNT Gulli et le réseau UGC. Ceux-ci en ont stoppé la diffusion quand la Miviludes les a mis en garde sur les liens de l'association avec l'Église de Scientologie,. Selon Gulli, l'association aurait par ailleurs menti dans sa présentation, non seulement en ne disant pas ses liens avec la scientologie, mais aussi en affirmant être une agence gouvernementale américaine.
En avril 2018, une note du ministère de l'éducation nationale, intitulé "Prévention et lutte contre les risques sectaires" alerte les personnels du fait que cette association tente d'approcher les élèves par un DVD accompagné d'une plaquette concernant les droits de l'homme.